# Red Bird
Red Bird o Wanig-suchka (Prairie du Chien, Wisconsin, 1788-1828) fou un líder de la tribu ameríndia winnebago (o Ho-Chunk) Fou líder en la Guerra Winnebago contra els Estats Units. Va ser durant molts anys un dels caps indis de Wisconsin més amable i de confiança. A finals de la dècada de 1820 Red Bird i els seus seguidors van començar a inquietar-se per les usurpacions dels minaires arribats a terra índia. La tribu també va ser pertorbat per la creença errònia que dos winnebago havia estat condemnat a mort a Fort Snelling en 1826 per un assassinat que no van cometre. A prop de Prairie du Chien el 28 de juny de 1827 Red Bird i tres companys van seguir el codi indi de venjança i sota la influència del licor assassinaren Registre Gagnier i Solomon Lipcap i feriren greument la filla petita de Gagnier. Van fugir després que la dona de Gagnier i el fill van escapar i van donar l'alarma a Prairie du Chien.
El 30 de juny de 1827, una banda de winnebagos va disparar al riu Wisconsin el vaixell "Oliver Perry" matant dos tripulants i ferint-ne d'altres. Amb una guerra índia amenaçant, es va mobilitzar a la milícia i s'enviaren tropes federals a Prairie du Chien des de la Caserna Militar Jefferson. Per evitar una guerra general, Red Bird i els seus companys es van rendir a Portage el 2 de setembre de 1827. Tot i que el cap esperava la dignitat de ser condemnat a mort, va ser portat a Prairie du Chien, on va morir de dissenteria a la presó el 16 de febrer de 1828. Alguns mesos més tard els altres indis foren perdonats. Considerat un dels incidents més dramàtics de la història de Wisconsin, la rendició del cap orgullós i ben plantat es va convertir en tema d'històries, pintures i obres de teatre.